# Fanum
Il termine latino fanum (al plurale fana) nelle fonti antiche indica generalmente un luogo sacro generico, oppure un piccolo edificio di culto quasi sinonimo di sacellum. Cicerone impiega il termine per indicare santuari estranei alla tradizione classica, mentre Svetonio riferisce che Cesare aveva distrutto nel corso della guerra gallica fana templaque (fana e templi). 

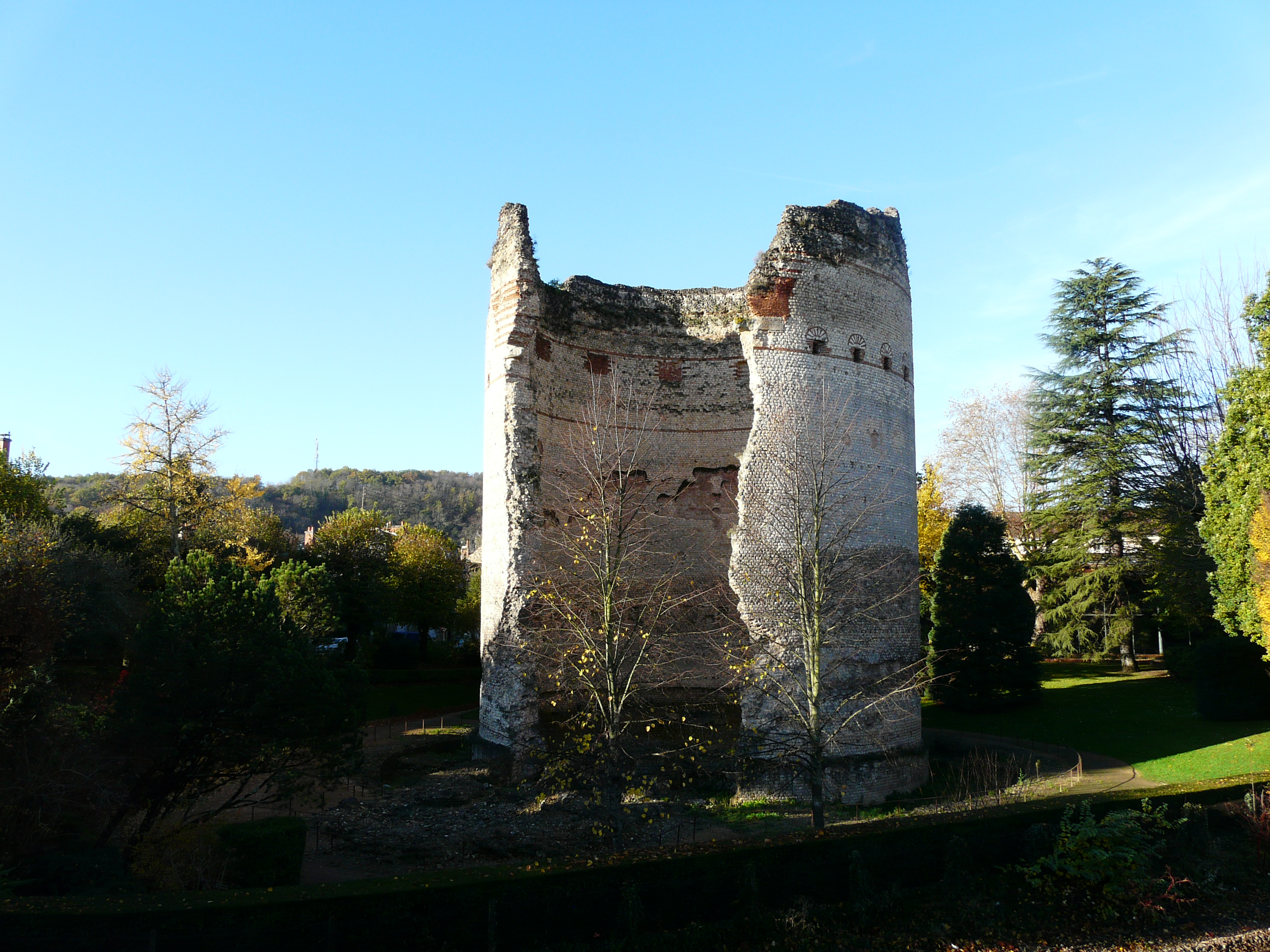
Resti della cella del fanum detto Torre Vésone, a Périgueux

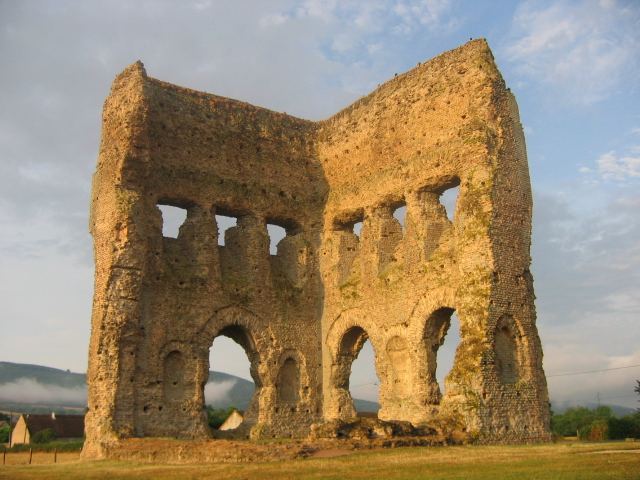
Resti della cella del fanum detto "Tempio di Giano" ad Autun

## Archeologia
Nella letteratura archeologica moderna, a partire dallo studio dell'archeologo normanno Léon de Vesly, degli inizi del Novecento, il termine fanum indica per convenzione un edificio templare tipico delle aree di tradizione celtica, costituito da un'altissima cella a pianta centrale (circolare, quadrata o poligonale), circondata da una galleria coperta, diverso dal modello del tempio romano. Questa tipologia di edificio è a volte indicata anche con la denominazione di "tempio gallo-romano" o di "tempio di tradizione celtica".
Si trovano in tutta la Gallia, nelle province germaniche (Germania superiore e inferiore) e in Britannia, tra la fine del I secolo a.C. e il IV secolo d.C. (quindi solo successivamente alla conquista romana). Spesso più edifici templari sono raggruppati tra loro
Negli anni novanta ne erano stati recensiti 650, sia in ambiente urbano che in zone rurali, per circa metà individuati tramite prospezione aerea. Spesso sorgono su più antiche aree sacre pre-romane (costituite generalmente da aree sacre recintate con palizzate e fossati).
A partire dall'epoca augustea compaiono nelle aree sacre pre-romane, piccoli edifici costruiti con tecniche edilizie più avanzate (laterizio).
A partire dal I secolo d.C. gli edifici templari sono a volte dotati di un pronao classico, che introduce un forte elemento di assialità, secondo il modello del tempio romano. In quest'epoca probabilmente le attività sacrificali si svolgevano all'esterno, mentre la cella templare ospitava solo la statua di culto.
Tra l'epoca di Claudio e la metà del II secolo le strutture templari vengono monumentalizzate, con templi su alti podi, altari e sculture, mentre l'area del santuario è delimitata da portici.
Gli alzati degli edifici di culto, tuttavia, continuano ad essere differenti rispetto al modello del tempio classico, con cella fortemente sviluppata in altezza e spesso dotata di finestre per l'illuminazione interna, circondata da una più bassa galleria periferica. La galleria poteva essere aperta con un colonnato, oppure parzialmente chiusa da un parapetto, ovvero del tutto chiusa all'esterno ad eccezione delle porte di accesso.
L'ipotesi tradizionale, che questa particolare conformazione dell'edificio templare rappresenti una persistenza della forma celtica originaria dei santuari, sembra attualmente superata
Il più antico tempio di questo genere, datato alla metà del I secolo a.C., si trova a Vieille-Toulouse, in una regione, la Francia meridionale, che già a partire dal II secolo a.C. era influenzata da Roma.
La cella in quanto tale, che ospita la statua di culto, assente nei santuari celtici preromani, è comunque derivata dalla tradizione classica. La galleria intorno alla cella potrebbe invece riferirsi all'influsso di tradizioni di culto locali.

## Esempi

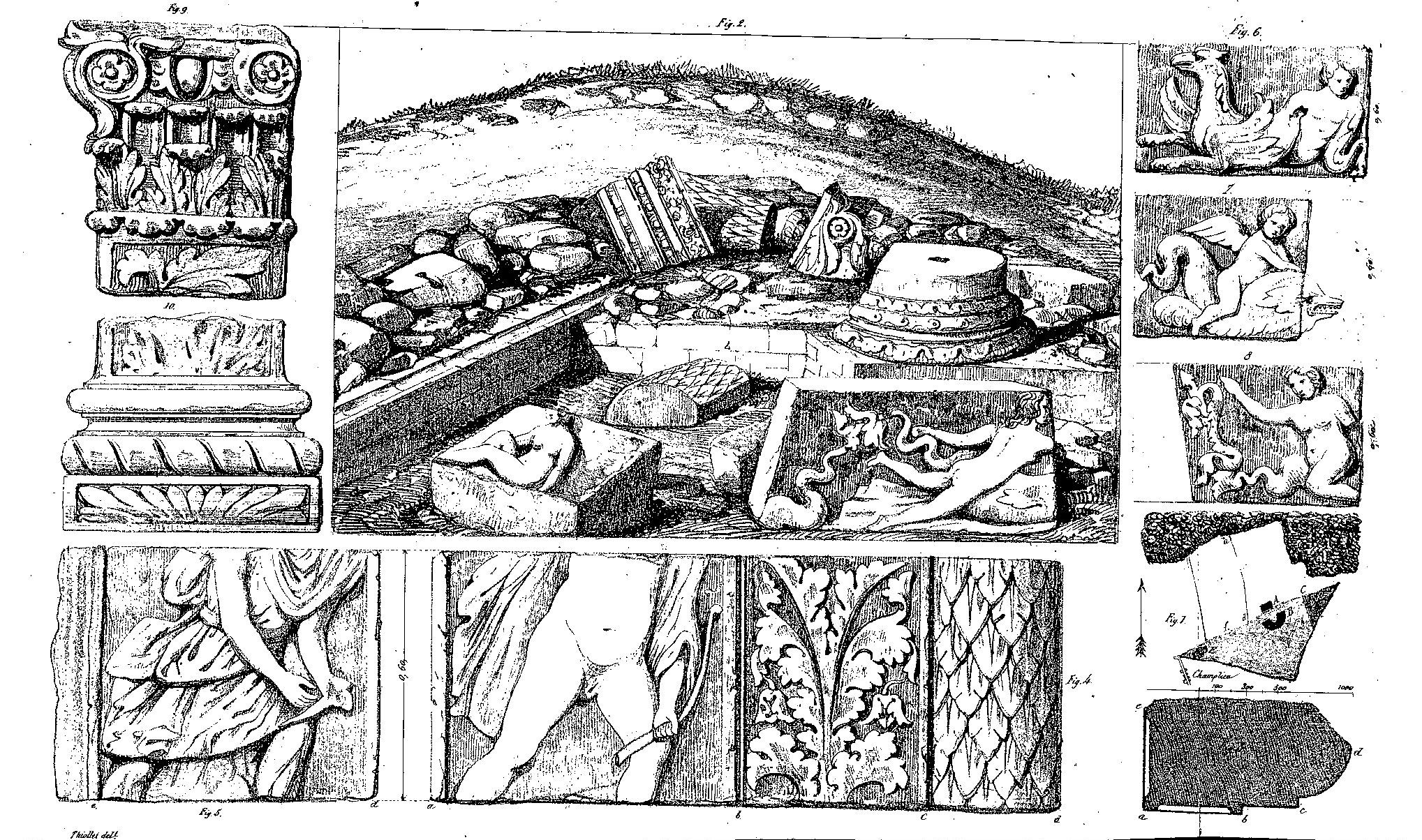
Rovine romane del santuario gallo-romano di Champlieu

- Santuario extraurbano di Bennecourt (Veliocassi): fase celtica e più fasi di fana fino al IV secolo[9].
- Santuario extraurbano di Gournay-sur-Aronde (Bellovaci): santuario celtico, piccolo fanum di epoca augustea con sviluppo di insediamento sopravvissuto fino al IV secolo[9][10].
- Santuario extraurbano di Champlieu a Orrouy (Suessioni): santuario celtico, fanum in materiali deperibili in epoca augustea, monumentalizzato alla metà del I secolo[9].
- Santuario di La Grange-des-Dîmes presso Aventicum, oggi Avenches (Elvezi: santuario celtico, fanum A con fase lignea sotto Claudio, monumentalizzato in epoca flavia e fanum B e portico degli inizi del II secolo[9][11].
- Santuario extraurbano di Sanxay (Pictoni): luogo di culto precedente e tempio  in epoca augustea, monumentalizzato sotto Claudio, con portici.
- Santuario extraurbano di Calès a Mézin (Nitiobrogi): santuario celtico ancora in epoca di Claudio, tempio in epoca neroniana, con successiva fase di metà del II secolo[9][12].
- Santuario extraurbano di Gué-de-Sceaux, Antigny (Pictoni): santuario celtico, fanum sotto Claudio, monumentalizzato all'inizio del II secolo[9][13].
- Santuario extraurbano di Ribemont-sur-Ancre (Ambiani): santuario celtico, fanum nel 40-30 a.C., monumentalizzato nel II secolo; teatro e terme in epoca augustea[9][14]
- Santuario extraurbano di Allonnes (Aulerci cenomani): santuario celtico, fanum nella seconda metà del I secolo d.C. con portico e monumentalizzazione nel II secolo[15][16].
- "Tempio di Giano" ad Autun (Augustodunum)
- "Torre di Vésone" a Périgueux (Vesumna).